# 조병민
조병민(1989년 9월 4일~)는 대한민국의 골프 선수이다.